# Meihua Shandi
Meihua Shandi (chinesisch 梅花山地 ‚Pflaumenbütenhügelgruppe‘) ist eine mit zahlreichen Tümpeln durchsetzte Hügelgruppe an der Ingrid-Christensen-Küste des ostantarktischen Prinzessin-Elisabeth-Lands. Auf der Halbinsel Stornes liegt sie nördlich des Wutai Shan in den Larsemann Hills.
Chinesische Wissenschaftler benannten die Gruppe 1993.